# Cynoglossum obtusicalyx
Cynoglossum obtusicalyx là loài thực vật có hoa trong họ Mồ hôi. Loài này được Retief & A.E.van Wyk mô tả khoa học đầu tiên năm 1996.